# 안동향교
안동향교(安東鄕校)는 대한민국 경상북도 안동시에 있는 향교다.

## 개요
시기는 정확하지 않지만 고려 시대에 창건되었고, 조선 시대인 1567년(명종 22)에 지금의 안동시 명륜동에 중건(重建)되었다. 그 규모가 성균관(成均館)과 동일하여 영남(嶺南) 지방에서 가장 컸으나, 6·25전쟁 때 모두 불타 버렸다. 1983년 향교복설추진위원회가 발족되어 지금의 위치인 송천동에 터를 잡고, 안동의 읍지(邑誌)인 《영가지(永嘉誌)》를 참고로 하여 1986년 다시 중건되었다.
규모는 1곽 6동으로 이루어져 있다. 6동은 정전(正殿)인 대성전(大成殿)과 명륜당(明倫堂), 유생들이 거처하며 공부하던 동재(東齋)와 서재(西齋), 청아루(菁莪樓), 부엌을 뜻하는 주사(廚舍)이다. 대성전에는 공자를 위시하여 사성십철(四聖十哲)과 공문72현(孔門七十二賢), 송조6현(宋朝六賢) 등을 봉안하였고, 대성전의 좌우에 있는 회랑인 동무와 서무에 동국18현(東國十八賢：설총·최치원·안향·정몽주·김굉필·정여창·조광조·이언적·이황·김인후·이이·성혼·김장생·조헌·김집·송시열·송준길·박세채) 등 모두 122위를 봉안하였다.
현재의 자리에 중건하면서 동무와 서무의 구분 없이 5성(五聖：공자·안자·증자·자사·맹자)과 송조6현 가운데의 4현(주돈이·정이·정호·주자), 그리고 동국18현을 똑같이 대성전에 봉안하는 위차(位次)를 새로이 확정한 것이 특징이다. 특히 위차를 정할 때 5성을 제외한 현인들에 대하여는 국적을 구별하지 않고 연차에 따라 봉안하였다.
대문 좌우에 있던 안동석사자상은 현재 안동대학교에 소장되어 있으며, 경상북도문화재자료 제19호로 지정되어 있다.

## 같이 보기
- 안동석사자 - 경상북도 문화재자료 제19호